# Rue du Moulin (Nancy)
Pour les articles homonymes, voir Rue du Moulin.
La rue du Moulin est une voie située au sein de la commune de Nancy, dans le département de Meurthe-et-Moselle, en région Lorraine.

## Situation et accès
La rue du Moulin, d'une direction générale est-ouest, est sise au sein de la Vieille ville, à proximité de l'église Saint-Epvre, et appartient administrativement au quartier Ville Vieille - Léopold.
Elle relie la rue du Maure-qui-Trompe à la place du Colonel-Fabien.

## Origine du nom
Elle est ainsi nommée d'un très ancien moulin à grains, nommé le Moulin de Nancy ou le moulin du Châtel, établi en cet endroit, au-dessus du ruisseau de la Boudière. Ce vieux moulin, que faisait tourner la Boudière, subsista dans ces parages jusqu'en 1586, époque de la création de la
Ville-Neuve.

## Historique
Cette rue, l'une des plus anciennes de Nancy, a toujours conservé le même vocable depuis le XIIe ou le XIIIe siècle, sauf en 1793, où on la dénomma pour quelque temps « rue d'Aristote ».